# Xanthopimpla labiata
Xanthopimpla labiata är en stekelart som beskrevs av Cameron 1902. Xanthopimpla labiata ingår i släktet Xanthopimpla och familjen brokparasitsteklar. Inga underarter finns listade i Catalogue of Life.